# Elvira Sellerio
Elvira Giorgianni coniugata Sellerio (Palermo, 28 maggio 1936 – Palermo, 3 agosto 2010) è stata un'editrice italiana.

## Biografia
Figlia di un prefetto, Elvira Sellerio si laureò in giurisprudenza. Nel 1969, sulla spinta di un'idea ispirata da una discussione con Leonardo Sciascia e Antonino Buttitta, assieme al marito, il fotografo Enzo Sellerio, fondò la "Sellerio Editore", casa editrice che annovera tra le sue pubblicazioni grandi scrittori contemporanei come Leonardo Sciascia, Gesualdo Bufalino e Andrea Camilleri. 
Dopo la separazione dal marito, nel 1983, Elvira si occupò dei settori della saggistica e della narrativa, mentre Enzo Sellerio si dedicò alle pubblicazioni di libri d'arte e fotografia.
Nel 1991 Elvira Sellerio ricevette il "Premio Bellisario" intitolato a Marisa Bellisario.
Fu consigliera d'amministrazione della Rai nel 1993-1994, all'epoca dei cosiddetti "Professori".